# Haloptilus fons
Haloptilus fons är en kräftdjursart som beskrevs av Farran 1908. Haloptilus fons ingår i släktet Haloptilus och familjen Augaptilidae. Inga underarter finns listade i Catalogue of Life.